# Калькилия (город)
Калькилия (араб. قلقيلية‎; ивр. קַלְקִילִיָה‎) — город в Палестине, на территории Западного берега реки Иордан, в исторической области Самария. Административный центр одноимённой провинции Калькилия.

## География
Калькилия расположена у зелёной линии, границы Западного берега р. Иордан. Западнее города расположена Кфар-Сава (Израиль), севернее Кохав-Яир (Израиль), восточнее Альфей-Менаше (израильское поселение).

## История
После Арабо-израильской войны 1947—1949 годов под контролем Иордании. В ходе шестидневной войны в 1967 году занят Израилем.
В результате соглашений в Осло город перешёл под гражданский и военный контроль Палестинской национальной администрации.
После строительства израильского разделительного барьера, город оказался почти полностью окружён им.

## Известные уроженцы
- Валид аль-Хусейни — эссеист, писатель и блогер.